# 努力乡
努力乡，是中华人民共和国四川省资阳市安岳县曾经下辖的一个乡。2019年12月，撤销努力乡，将其所属行政区域划归元坝镇管辖。

## 行政区划
努力乡撤销前下辖以下地区：
椅子村、协力村、桃儿村、谷丰村、狮子村、凉罗村、黑漆村、菜子村、石门村、断石村、三县村和罗坤村。